# Страх і трепет (фільм)
«Страх і трепет» (фр. Stupeur et tremblements) — французько-японська комедійна мелодрама 2003 року поставлена Аленом Корно за однойменним романом бельгійської письменниці Амелі Нотомб.

## Сюжет
Амелі у віці п'яти років переїхала з батьками до Бельгії. Вона завжди вважала, що її батьківщина — Японія, де вона народилася. Коли Амелі підписала річний контракт перекладачки у великої японської корпорації, вона вирішила, що її мрія почала реалізовуватися. Але в її фантазіях було зовсім не так, як виявилося в реальності.
Амелі починає розуміти, що, незважаючи на чудові знання японської мови, їй доведеться ще багато дізнатися про японську культуру і безпосередньо про сам бізнес. Поки у Амелі не було перекладацької роботи, її бос, пан Сато, відправляє її під керівництво Фубукі. Коли Амелі знайомиться ближче з Фубукі, то вона закохується в неї, адже вона така гарна, у неї бездоганні манери, і вона чудово тримає себе. Амелі вважала Фубукі ідеальною і досконалою японською жінкою, своїм ідеалом та подругою, але незабаром розуміє, що грає роль усього лише дівчинки «на побігеньках».
Проте, твердо вирішивши справити приємне враження, Амелі з ентузіазмом виконує свою роботу, куди входить доставка пошти і сучасних офісних календарів. Але, вона занадто завзято робить свою справу і, кінець кінцем, робить роботу інших людей, які переживають, що через неї «втратили свою обличчя»…

## В ролях
| Актор(ка)     |   | Роль          |
| ------------- | - | ------------- |
| Сільвія Тестю | • | Амелі         |
| Каорі Тсуджі  | • | Фубуки Морі   |
| Таро Сува     | • | пан Сайто     |
| Бісон Катаяма | • | пан Омоті     |
| Ясунарі Кондо | • | пан Тінсі     |
| Сокю Фудзіта  | • | пан Фанеда    |
| Ген Шімаока   | • | пан Унаджі    |
| Хейлі Гомес   | • | Амелі-дитина  |
| Єрі Сакаї     | • | Фубукі-дитина |

## Музика
Упродовж усього фільму використовували варіації Гольдберга Йоганна Себастьяна Баха у виконанні П'єра Антая на клавесині. Це вказано на 68 секунді фільму.

## Нагороди та номінації
| Нагороди та номінації | Нагороди та номінації          | Нагороди та номінації                           | Нагороди та номінації | Нагороди та номінації | Нагороди та номінації |
| Рік                   | Нагорода                       | Категорія                                       | Номінант              | Результат             |                       |
| --------------------- | ------------------------------ | ----------------------------------------------- | --------------------- | --------------------- | --------------------- |
| 2003                  | Кінофестиваль у Карлових Варах | Кришталевий глобус за найкращий фільм           | Ален Корно            | Номінація             |                       |
| 2003                  | Кінофестиваль у Карлових Варах | Спеціальна згадка                               | Ален Корно            | Перемога              |                       |
| 2003                  | Кінофестиваль у Карлових Варах | Найкраща акторка                                | Сільвія Тестю         | Перемога              |                       |
| 2004                  | Премія «Сезар»                 | Найкраща акторка                                | Сільвія Тестю         | Перемога              |                       |
| 2004                  | Премія «Сезар»                 | Найкращий оригінальний або адаптований сценарій | Ален Корно            | Номінація             |                       |
| 2004                  | Премія «Люм'єр»                | Найкраща акторка                                | Сільвія Тестю         | Перемога              |                       |
| 2004                  | Золота зірка французького кіно | Найкраща акторка                                | Сільвія Тестю         | Перемога              |                       |